# Вебстер-Сіті (Айова)
Вебстер-Сіті (англ. Webster City) — місто (англ. city) в США, в окрузі Гамільтон штату Айова. Населення — 7825 осіб (2020).

## Географія
Вебстер-Сіті розташований за координатами 42°27′45″ пн. ш. 93°48′59″ зх. д. / 42.46250° пн. ш. 93.81639° зх. д. (42.462407, -93.816483).  За даними Бюро перепису населення США в 2010 році місто мало площу 23,00 км², з яких 22,96 км² — суходіл та 0,04 км² — водойми.

## Демографія
Згідно з переписом 2010 року, у місті мешкало 8070 осіб у 3433 домогосподарствах у складі 2096 родин. Густота населення становила 351 особа/км².  Було 3800 помешкань (165/км²).
Расовий склад населення:
| - 90,8 % — білих - 3,4 % — азіатів - 0,4 % — чорних або афроамериканців - 0,2 % — корінних американців - 3,5 % — осіб інших рас |

До двох чи більше рас належало 1,7 %. Частка іспаномовних становила 7,4 % від усіх жителів.
За віковим діапазоном населення розподілялося таким чином: 24,5 % — особи молодші 18 років, 56,2 % — особи у віці 18—64 років, 19,3 % — особи у віці 65 років та старші. Медіана віку мешканця становила 40,2 року. На 100 осіб жіночої статі у місті припадало 94,1 чоловіків;  на 100 жінок у віці від 18 років та старших — 91,2 чоловіків також старших 18 років.
Середній дохід на одне домашнє господарство  становив 56 971 долар США (медіана — 42 011), а середній дохід на одну сім'ю — 62 973 долари (медіана — 55 169). Медіана доходів становила 40 870 доларів для чоловіків та 31 379 доларів для жінок. За межею бідності перебувало 14,6 % осіб, у тому числі 24,8 % дітей у віці до 18 років та 4,9 % осіб у віці 65 років та старших.
Цивільне працевлаштоване населення становило 3727 осіб. Основні галузі зайнятості: освіта, охорона здоров'я та соціальна допомога — 23,1 %, виробництво — 18,7 %, роздрібна торгівля — 13,8 %.